# Sokół (U-Boot, 1941)
| ORP Sokół (N97) HMS Urchin  | ORP Sokół (N97) HMS Urchin                                         |
| --------------------------- | ------------------------------------------------------------------ |
|                             |                                                                    |
| Schiffsdaten                |                                                                    |
| Schiffstyp:                 | U-Boot                                                             |
| Schiffsklasse:              | U-Klasse                                                           |
| Marinen:                    | - Polnische Marine (PL) - Royal Navy (RN)                          |
| Kiellegung:                 | 9. Dezember 1939                                                   |
| Stapellauf:                 | 30. September 1940                                                 |
| Indienststellung:           | - PL: 19. Januar 1941 - RN: 3. August 1946                         |
| Bauwerft:                   | Vickers-Armstrong (Barrow)                                         |
| Verbleib:                   | 1949 verschrottet                                                  |
| Technische Daten            |                                                                    |
| Besatzung:                  | - 4 Offiziere - 33 Mannschaften                                    |
| Verdrängung:                | - über Wasser: 545 ts - unter Wasser: 740 ts                       |
| Länge:                      | 58,6 m (202 ft)                                                    |
| Breite:                     | 4,9 m (16 ft)                                                      |
| Tiefgang:                   | 3,9 m (12½ ft)                                                     |
| Antrieb :                   | - Diesel: 825 PS (615 KW) - Elektrisch: 615 PS (459 kW)            |
| Geschwindigkeit:            | - aufgetaucht: 13 kn (24 km/h) - getaucht: 9,0 kn (16,7 km/h)      |
| Fahrbereich (aufgetaucht) : | - 4.300 NM (7.964 km) bei 11,5 Kn - 5.203 NM (9.636 km) bei 8,5 Kn |
| Seeausdauer :               | 40 Tage                                                            |
| Bewaffnung                  |                                                                    |
| Artillerie:                 | 1 × 76-mm-Deckgeschütz                                             |
| Flugabwehr:                 | 2 × 7,5-mm-MG                                                      |
| Torpedos:                   | 4 × 533-mm-Bug-Torpedorohre; bis zu 12 Torpedos                    |

Die Sokół (N97) war ein U-Boot der polnischen Exil-Marine im Zweiten Weltkrieg.
Das Boot wurde von der Vickers Shipbuilding and Engineering Ltd-Werft gebaut. Die Kiellegung erfolgte am 9. Dezember 1939 in Barrow-in-Furness / England. Ursprünglich war das Boot für die Royal Navy als HMS Urchin (N97) vorgesehen, wurde aber schon kurz nach der Fertigstellung an die polnische Marine übergeben.
ORP Sokół operierte wie ihr Schwesterboot Dzik hauptsächlich im Mittelmeer. ORP Sokół und ORP Dzik wurden auch die terrible twins genannt.

## Einsatzgeschichte
Kurz nach der Fertigstellung wurde das U-Boot am 19. Januar 1941 an die polnische Marine übergeben. Die erste Basis lag in Portsmouth. Von dort aus wurde ein halbes Jahr lang in der Biskaya vor Brest patrouilliert. Im September wurde das Boot nach Malta im Mittelmeer beordert und der 10. U-Boot-Flottille zugeteilt. Sokół nahm an Marineoperationen gegen die italienischen Häfen Tarent und Neapel teil und eskortierte mehrere britische Geleitzüge im Mittelmeer.
Am 28. Oktober 1941 gelang Sokół ihr erster Kampferfolg. Der italienische Hilfskreuzer Citta di Palermo wurde beschädigt. Am 2. November wurde im Golf von Neapel das erste Schiff versenkt. Das italienische Handelsschiff Balilla mit 2.469 BRT wurde mit dem Deckgeschütz versenkt.
Am 19. November konnte das Boot die Sperrnetze des Hafens von Pylos überwinden und beschädigt den italienischen Zerstörer Aviere. Nach dem Angriff wurde ORP Sokół von italienischen Torpedobooten und Zerstörern mit Wasserbomben erfolglos angegriffen. Das fliehende U-Boot konnte einen Dampfer (5.600 BRT) mit drei Torpedos versenken.
Am 12. Februar 1942 wurde im Golf von Gabès (Kleine Syrte) der italienische Schoner Giuseppina (362 BRT) geentert und anschließend versenkt.
ORP Sokół wurde am 17. April 1942 bei einem deutschen Luftangriff im Hafen von Valletta schwer beschädigt. Das Boot musste nach Blyth in England fahren und wurde dort überholt.
Nach der Reparatur kehrte ORP Sokół Mitte 1943 wieder in das Mittelmeer zurück, um weiterhin vor der nordafrikanischen und italienischen Küste sowie in der Adria Jagd auf feindliche Schiffe zu machen. Am 12. September rammte und versenkte sie das Fischereifahrzeug Meattini (36 BRT).
Das U-Boot nahm an der alliierten Blockade der italienischen Häfen Neapel und Pola teil. Vor Pola wurde am 8. November 1943 ein Munitionstransporter (vermutlich die Eridania mit 7.095 BRT) versenkt. Drei Tage später folgte der Schoner Argentina(64 BRT). Bis Ende Februar 1944 operierte das polnische U-Boot in der Ägäis von der Basis Beirut aus. Dort wurden unter anderem zwei Transportschiffe, vier Schoner und ein Kutter versenkt.
Im März 1944 wurden die beiden polnischen U-Boote ORP Dzik und ORP Sokół nach Dundee in England beordert und der 9. U-Boot-Flottille zugeteilt. Nach vier Patrouillen vor der norwegischen Küste wurde ORP Sokół ab Frühjahr 1945 als Trainingsboot eingesetzt. Das Boot diente als Übungsziel für Luftangriffe der Royal Air Force. 1946 wurde das Boot wieder britischem Kommando unterstellt und 1949 verschrottet.
Insgesamt versenkte oder beschädigte ORP Sokół 19 feindliche Einheiten mit zusammen ca. 55.000 BRT. Alle polnischen Kommandanten des Bootes wurden mit dem Orden Virtuti Militari ausgezeichnet.

## Polnische Kommandanten
| Zeitraum                            | Kommandant                            |
| ----------------------------------- | ------------------------------------- |
| 19. Januar 1941 – 23. Februar 1942  | kapitan marynarki Borys Karnicki      |
| 23. Februar 1942 – 17. März 1942    | kapitan marynarki Jerzy Koziołkowski  |
| 17. März 1942 – 29. Juli 1942       | kapitan marynarki Borys Karnicki      |
| 29. Juli 1942 – 12. Dezember 1944   | kapitan marynarki Jerzy Koziołkowski  |
| 12. Dezember 1944 – 7. Februar 1945 | kapitan marynarki Bolesław Romanowski |
| 7. Februar 1945 – 17. Juni 1945     | Porucznik marynarki Tadeusz Bernas    |
| 17. Juni 1945 – 29. September 1945  | kapitan marynarki Bolesław Romanowski |
| 29. September 1945 – 3. August 1946 | Porucznik marynarki Tadeusz Bernas    |

## Erläuterungen
1. ↑  ORP ist die Abkürzung für Okręt Rzeczypospolitej Polskiej und der Namenspräfix polnischer Schiffe. ORP bedeutet Kriegsschiff der Republik Polen.
2. ↑  In der polnischen Sprache bedeutet Sokół Falke.
3. ↑  HMS ist die Abkürzung für His/Her Majesty’s Ship und der Namenspräfix britischer Schiffe. HMS bedeutet Seiner/Ihrer Majestät Schiff.
4. ↑  terrible twins bedeutet in der englischen Sprache fürchterliche Zwillinge.
5. ↑  kapitan marynarki ist vergleichbar mit Kapitänleutnant.
6. ↑  porucznik marynarki ist vergleichbar mit Oberleutnant zur See.